# Lithasia jayana
Lithasia jayana é uma espécie de gastrópode da família Pleuroceridae.
É endémica dos Estados Unidos da América. 